# Stray Cat Blues
Stray Cat Blues är en låt av det brittiska rockbandet The Rolling Stones, komponerad av gruppmedlemmarna Mick Jagger och Keith Richards. Enligt Mick Jagger var låten inspirerad av The Velvet Underground-låten "Heroin" och texten handlar om en man som har sex med en femtonårig groupie. 
Låten finns med på studioalbumet Beggars Banquet från 1968 och spelades på bandets USA-turné från 1969 samt finns med på livealbumet Get Yer Ya Ya's Out från 1970. I sången spelar Nicky Hopkins piano. "Stray Cat Blues" är också spelbar i Guitar Hero: Warriors of Rock.

## Musiker
- Mick Jagger — sång
- Keith Richards — gitarr
- Brian Jones — mellotron, slidegitarr
- Bill Wyman — bas
- Charlie Watts — trummor
- Nicky Hopkins — piano
- Rocky Dijon — congas